# Rörvattnet (Frostvikens socken, Jämtland, 714528-141962)
Rörvattnet är en sjö i Strömsunds kommun i Jämtland och ingår i Ångermanälvens huvudavrinningsområde. Sjön har en area på 0,278 kvadratkilometer och ligger 716 meter över havet. Sjön avvattnas av vattendraget Överbäcken.

## Delavrinningsområde
Rörvattnet ingår i det delavrinningsområde (714642-141804) som SMHI kallar för Mynnar i Mellanvattnet. Medelhöjden är 682 meter över havet och ytan är 23,6 kvadratkilometer. Det finns inga avrinningsområden uppströms utan avrinningsområdet är högsta punkten. Överbäcken som avvattnar avrinningsområdet har biflödesordning 3, vilket innebär att vattnet flödar genom totalt 3 vattendrag innan det når havet efter 303 kilometer. Avrinningsområdet består mestadels av skog (24 procent), öppen mark (15 procent) och kalfjäll (59 procent). Avrinningsområdet har 0,28 kvadratkilometer vattenytor vilket ger det en sjöprocent på 1,2 procent.